# Fekete Pákó
Lapite Oludayo, ismertebb nevén Fekete Pákó (Ibadan, Nigéria, 1976. április 17.) médiaszemélyiség, énekes és kongadobos. Elsősorban mulatós dalairól és botrányairól híres. Elvált, két gyermek édesapja.

## Élete
1992-ben ösztöndíjjal érkezett Magyarországra és az ELTE jogi karán nemzetközi jogot hallgatott, 3 éven keresztül. Tanulmányait nem fejezte be, mivel magyar mulatós dalokkal kezdett foglalkozni és énekelni.

## Gyermekei
Bár a sajtóban többször napvilágot látott a hír, hogy 10-nél is több gyermeke van, utóbb kiderült, hogy igazából két gyermek édesapja.
Első gyermeke: Lapite Rajmund Olusiji. Második gyermeke 2008. március 11-én este született meg Lapite Plank Bence néven.

## Diszkográfia
- Kislány, vigyázz (CD – 2003)

## TV és filmes szerepei
- 2004 A mohácsi vész
- 2005 RTL Klub Sztárboksz
- 2007 Kész átverés
- 2008 Celeb vagyok, ments ki innen!
- 2009 Kalandra Fal
- 2009 Holnap történt – A nagy bulvárfilm
- 2010 Ezek megőrültek!
- 2014 Celeb vagyok, ments ki innen!
- 2021 Álarcos énekes
- 2025 Farm VIP
- 2025 Szerencsekerék